# Anthology (album)
Anthology je bila kompilacija hitova pevača Majkla Džeksona sa dodatnim hitovima sa Džekson 5 i neizdatim materijalom. Album je prvobitno izdat u SAD 14. novembra 1986. godine, a zatim je 8. novembra 1995. ponovo izdat.

## Drugi disk
- ""Lady Sings The Blues")"